# Privaturkunde
Das deutsche Zivilprozessrecht bezeichnet als Privaturkunden die Urkunden in eigen- oder fremdhändiger Schriftform, die keine öffentlichen Urkunden sind (also nicht von einer öffentlichen Behörde, einem Notar oder  Standesbeamten ausgestellt wurden). Die Privaturkunde hat minderwertige Beweiskraft im Vergleich zur öffentlichen und umfasst die folgenden Unterformen:
- bloß handunterzeichnete Urkunde
- Siegelurkunde, gesiegelte Urkunde: unter Privatsiegel (Hand- oder Firmensiegel) abgegebene Privaturkunde
- Zeugenurkunde, Urkunde vor Zeugen: in Gegenwart zweier Zeugen unterfertigte Privaturkunde

Die Diplomatik bezeichnet als „Privaturkunden“ alle Urkunden des Mittelalters und der Frühen Neuzeit, die nicht aus der Kanzlei der Herrscher (Könige, Kaiser) oder Päpste stammen. Es handelt sich somit um einen Ausschlussbegriff, der im Sinne von „alle anderen“ sehr unterschiedliche Urkundenarten zusammenfasst, wie z. B. die subjektive Charta, die objektive Notitia, das Notariatsinstrument, Chirographen, private Siegelurkunden, Urkunden von Bischöfen, Fürstenurkunden oder städtische Urkunden. Die Diplomatik verwendet den Begriff deshalb möglichst in Anführungszeichen.